# Twyrdica (gmina)
Twyrdica (bułg. Община Твърдица) – gmina we wschodniej Bułgarii, w obwodzie Sliwen.

## Miejscowości
Miejscowości wchodzące w skład gminy Twyrdica:
- Bjała pałanka (bułg.: Бяла паланка),
- Bliznec (bułg.: Близнец),
- Borow doł (bułg.: Боров дол),
- Czerwenakowo (bułg.: Червенаково),
- Orizari (bułg.: Оризари),
- Sboriszte (bułg.: Сборище),
- Syrcewo (bułg.: Сърцево),
- Sziwaczewo (bułg.: Шивачево),
- Twyrdica (bułg.: Твърдица) − siedziba gminy,
- Żyłt brjag (bułg.: Жълт бряг),